# هالوکتون

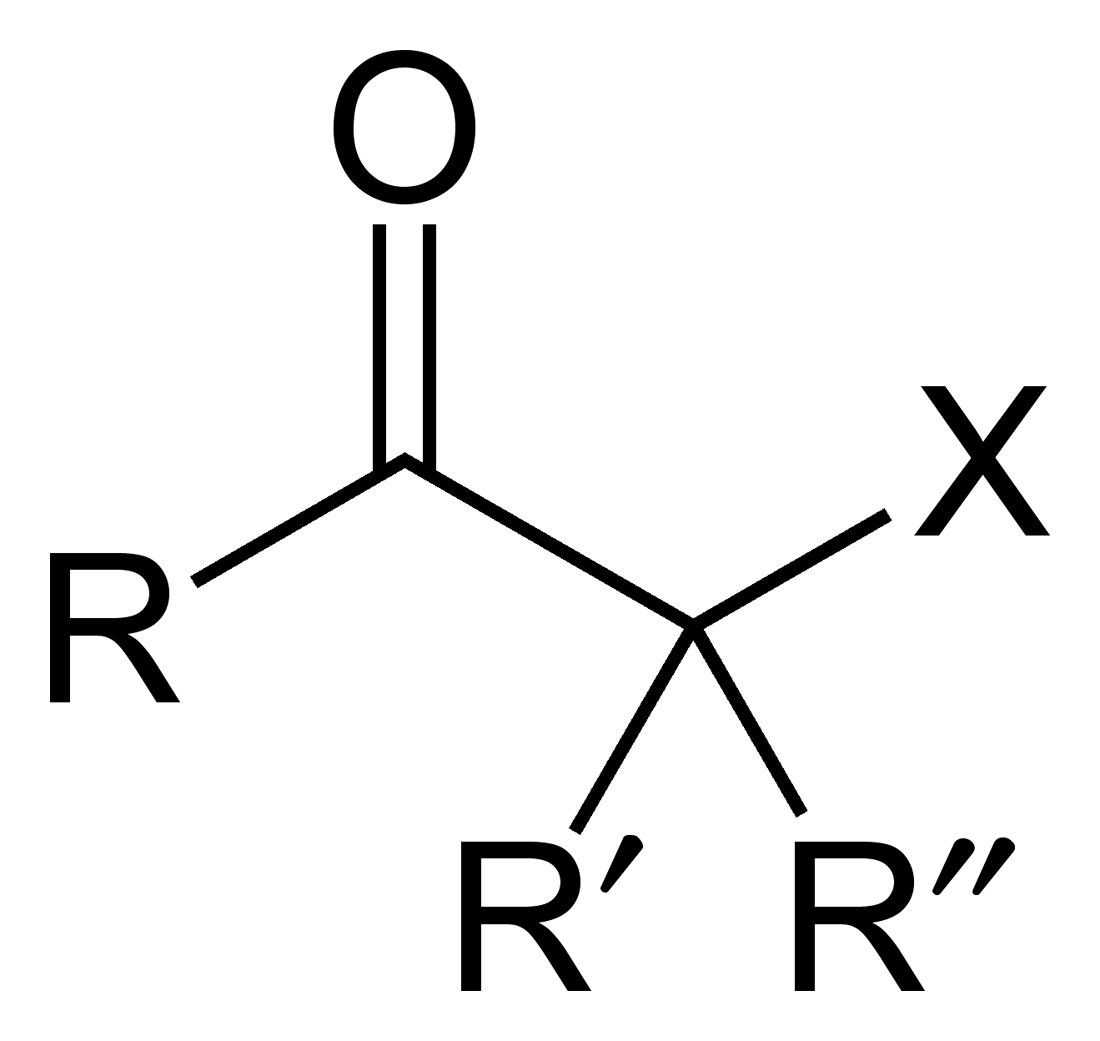
فرمول اسکلتی یک آلفا-هالوکتون در حالت کلی

هالوکتون‌ها(به انگلیسی: Haloketone) در شیمی آلی دسته‌ای از ترکیبات آلی هستند که دارای گروه عاملی به صورت استخلاف آلفا-هالوژن یک کتون یا به صورت کلی یک گروه کربونیل در آن باشد. فرمول عمومی این دسته ترکیبات به صورت RR'C(X)C(=O)R است که در آن R یک آلکیل یا آریل بوده و X نشان دهنده یک هالوژن است.